# Ludwig Eberlein (Ingenieur)

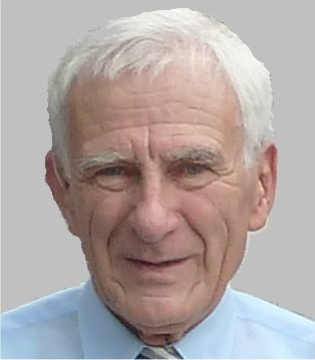
Ludwig Eberlein (2012)

Ludwig Eberlein (* 12. August 1931 in Olbernhau) ist ein deutscher Ingenieur und Hochschullehrer.

## Leben
Im Anschluss an den Besuch der Goethe-Oberschule in Olbernhau absolvierte Ludwig Eberlein von 1950 bis 1951 ein Praktikum im VEB Blechwalzwerk Olbernhau zur Vorbereitung seines Studiums der Eisenhüttenkunde und Metallumformung. Dieses begann er 1951 an der Bergakademie Freiberg und schloss es 1956 mit dem Grad des Diplomingenieurs ab. Er diplomierte bei Georg Juretzek, Professor für Metallverformung, mit einer Arbeit zu Walzkräften und Drehmomenten beim Walzen auf Flachbahnen.
Am gleichen Institut war er ab 1956 als Assistent tätig. Er baute in dieser Zeit eine Abteilung zur Messung mechanischer, elektrischer und thermischer Größen – auch von Spannungen und Relativbewegungen in der Umformzone – für Lehre und Forschung auf und führte über 50 Industriemessungen durch. Auf Grund seiner fundierten Fachkenntnisse zur Fließspannung wurde er 1965 promoviert  
zum Thema „Die wichtigsten Ermittlungsverfahren für Fließkurven der Kaltumformung überprüft an Reinaluminium und Aluminium-Legierungen“. Nach seiner Promotion arbeitete ab 1965 als Oberassistent.
Er wurde 1968 zum Dozenten für die Grundlagen der bildsamen Formgebung berufen. Die damit verbundene umfangreiche Lehrtätigkeit stützte sich auf seine Forschungsarbeiten zum Werkstofffluss beim Schmieden, Walzen und Warmfließpressen.
Die Berufung zum ordentlichen Professor an die TU Dresden erfolgte 1971. Seine umfangreichen Arbeiten zur Lehre schlagen sich u. a. in den 9 Lehrbriefen nieder, die in dieser Form eines komprimierten Lehrmaterials bis heute genutzt werden. 1982 habilitierte er an der TU Dresden zum Thema „Der Modellversuch in der Massivumformung: Ein Beitrag zur Ermittlung energetischer Kenngrössen mit Modellwerkstoffen beim Kaltmassivumformen“.
Forschungsseitig setzte er bis 1992 nicht nur die Arbeiten von Franz Bredendick zur systematischen Verfahrensfindung und zur visioplastischen Deformations- und Spannungsermittlung fort, sondern initiierte zahlreiche umformtechnische Entwicklungen beispielsweise zum hydrodynamischen Ausbauchen von Rohrstücken oder zum Querwalzen von Voll- und Hohlkörpern. Während die Entwicklungen zum hydrodynamischen Ausbauchen, heute als Innenhochdruckumformen (IHU) vielfach angewendet und verbreitet, 1978 in der DDR aus wirtschaftlichen Gründen eingestellt wurden, fanden die Forschungsergebnisse zum Kaltringwalzen von symmetrischen und asymmetrischen Wälzlagerringen eine große Verbreitung. Mitte der 1980er Jahre wurde unter seiner Leitung mit Forschungsarbeiten zur Anwendung numerischer Methoden in der Verfahrensgestaltung von Zerteilprozessen – wie beispielsweise zur FEM-Analyse von Scherschneidprozessen – begonnen. Die Entwicklung des Axialprofilrohrwalzens mit einer in einem Mehrspindel-Drehautomaten integrierten Walzeinrichtung führten zu einer wirtschaftlichen Fertigungsvariante von Wälzlagerringen kleiner Abmessungen. Eine ab 1983 neu entwickelte Variante des Querwalzens, das Axial-Vorschub-Querwalzen,  mit deren Hilfe eine flexible Fertigung abgesetzter Voll- und Hohlwellen möglich ist, erfuhr eine dauernde Fortentwicklung.
Nach seinem Ruhestand im Jahre 1992 wurden Ludwig Eberleins Forschungs- und Entwicklungsarbeiten unter Leitung von Wolfgang Voelkner fortgeführt.
Ludwig Eberlein lebt in Bannewitz bei Dresden.